# آبهی و من (فیلم)
آبهی و من (به تامیلی: Abhiyum Naanum) و (به انگلیسی: Abhi and I) فیلمی هندی محصول سال ۲۰۰۸ و به کارگردانی رادها موهان است. در این فیلم بازیگرانی همچون پراکاش راج، تریشا، آیشواریا باسکران، گانش ونکاترامن، پریتویراج سوکوماران و جاگاپاتی ببو ایفای نقش کرده‌اند.
این فیلم بازسازی فیلم آمریکایی پدر عروس است.